# Pegomya rufescens
Pegomya rufescens är en tvåvingeart som först beskrevs av Stein 1898.  Pegomya rufescens ingår i släktet Pegomya och familjen blomsterflugor. Inga underarter finns listade i Catalogue of Life.